# Rêves interdits
Pour plus de détails, voir Fiche technique et Distribution.
Rêves interdits (Illicit Dreams) est un thriller érotique américain réalisé par Andrew Stevens, sorti en 1994.
Le film suit une femme, mariée à un homme violent, qui fait toujours le même rêve : elle fait l'amour avec un autre. Un jour, elle rencontre l'inconnu de ses songes.

## Synopsis
La belle Moira Davis (Shannon Tweed) a tout pour être heureuse : une maison splendide, des voitures de luxe et un mari riche. Pourtant, son époux médecin, Daniel Davis (Joe Cortese), est brutal et la trompe avec ses patientes, y compris avec Beverly Keen (Rochelle Swanson), sa secrétaire. Depuis la jeune femme est hantée par un rêve à la fois agréable et inquiétant : elle fait l'amour avec un étranger, sous les yeux d'un personnage angoissant, mais elle n'arrive pas à voir son visage. Son amie Melinda Ryan (Michelle Johnson) et une voyante (Stella Stevens) lui conseille de quitter Daniel pour rechercher l'homme de ses rêves, Moira est très effrayée.
Pendant ce temps, à travers la ville, Nick Richardson (Andrew Stevens), un entrepreneur indépendant, est obsédé de découvrir l'identité de la femme qu'il rêve chaque nuit. Moira et Nick se rapprochent et tombent rapidement amoureux.
Moira décide de divorcer de Daniel, mais doit d'abord obtenir la preuve de ses relations adultères. Cependant, elle l'observe en train de menacer son employé, avec un couteau, parce qu'elle a volé certains de ses fichiers. Moira monte un complot visant à quitter définitivement Daniel, mais, malheureusement, il a des doutes et la fait suivre par un détective. Moira obtient les preuves accablantes dont elle a besoin, mais Daniel la rattrape avec l'intention de la tuer. Nick vient à la sauver in extremis et tue Daniel.
Au dernier coup de feu, Moira se réveille en sursaut, au lit près de Daniel. C'était juste un rêve.

## Fiche technique
Sauf indication contraire, les informations mentionnées dans cette section peuvent être confirmées par la base de données cinématographiques IMDb,  présente dans la section « Liens externes ».
- Titre original : Illicit Dreams
- Titre en français : Rêves interdits
- Réalisation : Andrew Stevens
- Scénario : Karen Kelly
- Musique : Claude Gaudette
- Direction artistique : Arlan Jay Vetter
- Décors : Roger Belk
- Costumes : Laura Slakey
- Photographie : Christian Sebaldt
- Son : Steve Gunner
- Montage : Terry J. Chiappe
- Production : Ashok Amritraj
- Société de production : Republic Entertaiment
- Société de distribution : Republic Pictures Home Video
- Pays de production :  États-Unis
- Langue originale : anglais
- Format : couleur — Ultra stereo
- Genre : action, drame, policier, thriller érotique
- Durée : 93 minutes
- Dates de sorties :
  - Allemagne : 2 novembre 1994
  - États-Unis : 4 avril 1995
  - France : 3 septembre 2009[réf. nécessaire]
- Classification :
  - R (Restricted[n 1]) aux États-Unis
  - Interdit aux moins de 12 ans en France

## Distribution
- Andrew Stevens : Nick Richardson
- Shannon Tweed : Moira Davis
- Joe Cortese : Daniel Davis
- Michelle Johnson : Melinda Ryan
- Brad Blaisdell : Reed
- Stella Stevens : Cicily
- Rochelle Swanson : Bervely Keen
- Carrie Dobro : Fawn
- Elizabeth Sandifer : Vicky
- Errol P. Coughian : Ned
- Debbie Lynn Waters : Susie

## Production
Le tournage a lieu en décembre 1993 à Burbank, en Californie.